# Nernier
Nernier és un municipi francès situat al departament de l'Alta Savoia i a la regió d'Alvèrnia-Roine-Alps. L'any 2007 tenia 423 habitants.

## Demografia

### Població
El 2007 la població de fet de Nernier era de 423 persones. Hi havia 181 famílies de les quals 48 eren unipersonals (32 homes vivint sols i 16 dones vivint soles), 73 parelles sense fills, 40 parelles amb fills i 20 famílies monoparentals amb fills.
La població ha evolucionat segons el següent gràfic:
Habitants censats

### Habitatges
El 2007 hi havia 355 habitatges, 182 eren l'habitatge principal de la família, 153 eren segones residències i 19 estaven desocupats. 271 eren cases i 83 eren apartaments. Dels 182 habitatges principals, 142 estaven ocupats pels seus propietaris, 33 estaven llogats i ocupats pels llogaters i 7 estaven cedits a títol gratuït; 4 tenien una cambra, 6 en tenien dues, 14 en tenien tres, 37 en tenien quatre i 121 en tenien cinc o més. 147 habitatges disposaven pel capbaix d'una plaça de pàrquing. A 68 habitatges hi havia un automòbil i a 110 n'hi havia dos o més.

### Piràmide de població
La piràmide de població per edats i sexe el 2009 era:
| Homes | Edats   | Dones |
| ----- | ------- | ----- |
| 0     | 95 o +  | 4     |
| 0     | 90 a 94 | 0     |
| 0     | 85 a 89 | 0     |
| 0     | 80 a 84 | 4     |
| 8     | 75 a 79 | 0     |
| 16    | 70 a 74 | 12    |
| 12    | 65 a 69 | 24    |
| 8     | 60 a 64 | 8     |
| 12    | 55 a 59 | 4     |
| 20    | 50 a 54 | 24    |
| 8     | 45 a 49 | 8     |
| 8     | 40 a 44 | 12    |
| 12    | 35 a 39 | 16    |
| 24    | 30 a 34 | 20    |
| 4     | 25 a 29 | 12    |
| 4     | 20 a 24 | 0     |
| 8     | 15 a 19 | 12    |
| 4     | 10 a 14 | 4     |
| 16    | 5 a 9   | 16    |
| 8     | 0 a 4   | 12    |

## Economia
El 2007 la població en edat de treballar era de 271 persones, 184 eren actives i 87 eren inactives. De les 184 persones actives 175 estaven ocupades (93 homes i 82 dones) i 9 estaven aturades (3 homes i 6 dones). De les 87 persones inactives 32 estaven jubilades, 23 estaven estudiant i 32 estaven classificades com a «altres inactius».

### Ingressos
El 2009 a Nernier hi havia 162 unitats fiscals que integraven 371 persones, la mediana anual d'ingressos fiscals per persona era de 30.657 €.

### Activitats econòmiques
Dels 16 establiments que hi havia el 2007, 1 era d'una empresa de construcció, 3 d'empreses de comerç i reparació d'automòbils, 7 d'empreses d'hostatgeria i restauració, 3 d'empreses immobiliàries i 2 d'entitats de l'administració pública.
Dels 6 establiments de servei als particulars que hi havia el 2009, 1 era un electricista i 5 restaurants.
L'únic establiment comercial que hi havia el 2009 era una floristeria.

## Poblacions més properes
El següent diagrama mostra les poblacions més properes.